# Avenue des Martyrs
Place de la Résistance
L'avenue des Martyrs est une voie publique de la commune française de Grenoble. Située dans le quartier Presqu'île dont elle est l'artère principale et orientée selon un axe nord-ouest - sud-est, celle-ci traverse la place de la Résistance, approximativement située au milieu de son parcours et à laquelle elle est historiquement associée.

## Situation et accès
L'avenue des Martyrs commence place Nelson Mandela et se termine au rond-point de l'échangeur de l'A480, également dénommé « échangeur du pont de Sassenage ». Cette voie correspond au tracé de la RD531 qui relie Saint-Just de Claix à Grenoble. 
La place de la Résistance est située approximativement au niveau du centre de cette avenue, non loin du pont d'Oxford qui permet de relier l'avenue et la place à la nationale 481 et à l'autoroute A48 qui relie Grenoble à Lyon.
Cette voie et la place de la Résistance sont essentiellement desservies par la ligne B du réseau de tramway de l'agglomération grenobloise avec deux stations : Marie-Louise Paris – CEA, située face au CEA et Oxford (terminus de la ligne), située au carrefour de la place de la Résistance, de l'avenue des martyrs et de la rue Jules Horowitz. Cette avenue et cette place sont également desservies par la ligne de bus chrono C6 qui relie Saint-Martin-d'Hères, Grand-Place (Grenoble) dont l'arrêt est situé près du terminus de la ligne B de tramway.
Une ligne dite « Métrocâble » est prévue pour relier Fontaine (quartier de la Poya), le quartier de la Presqu'île, au Parc d'Oxford, situé sur le territoire de Saint-Martin-le-Vinoux, au delà de l'autoroute A480. Une  station installée au niveau de la station de tramway Presqu'île de la ligne B est également prévue dans ce projet.

## Origine du nom
Cette avenue porte ce nom en souvenir des « Martyrs du Polygone », un massacre de personnes lié à un événement survenu durant la Seconde Guerre mondiale; la découverte dans la semaine qui suivit la libération de Grenoble le 22 août 1944 de deux charniers dans le secteur du Polygone et correspondant au secteur actuel de la Presqu'île. Quarante-huit résistants et es civils pris en otages par les autorités militaires d'occupation allemandes, ont été fusillés les 13 juillet et 11 août 1944, puis sommairement ensevelis dans des trous creusés par des bombardements. La place de la Résistance a également été nommée sous ce vocable pour les mêmes raisons et en y associant le rôle de la résistance intérieure française durant le conflit.

## Historique

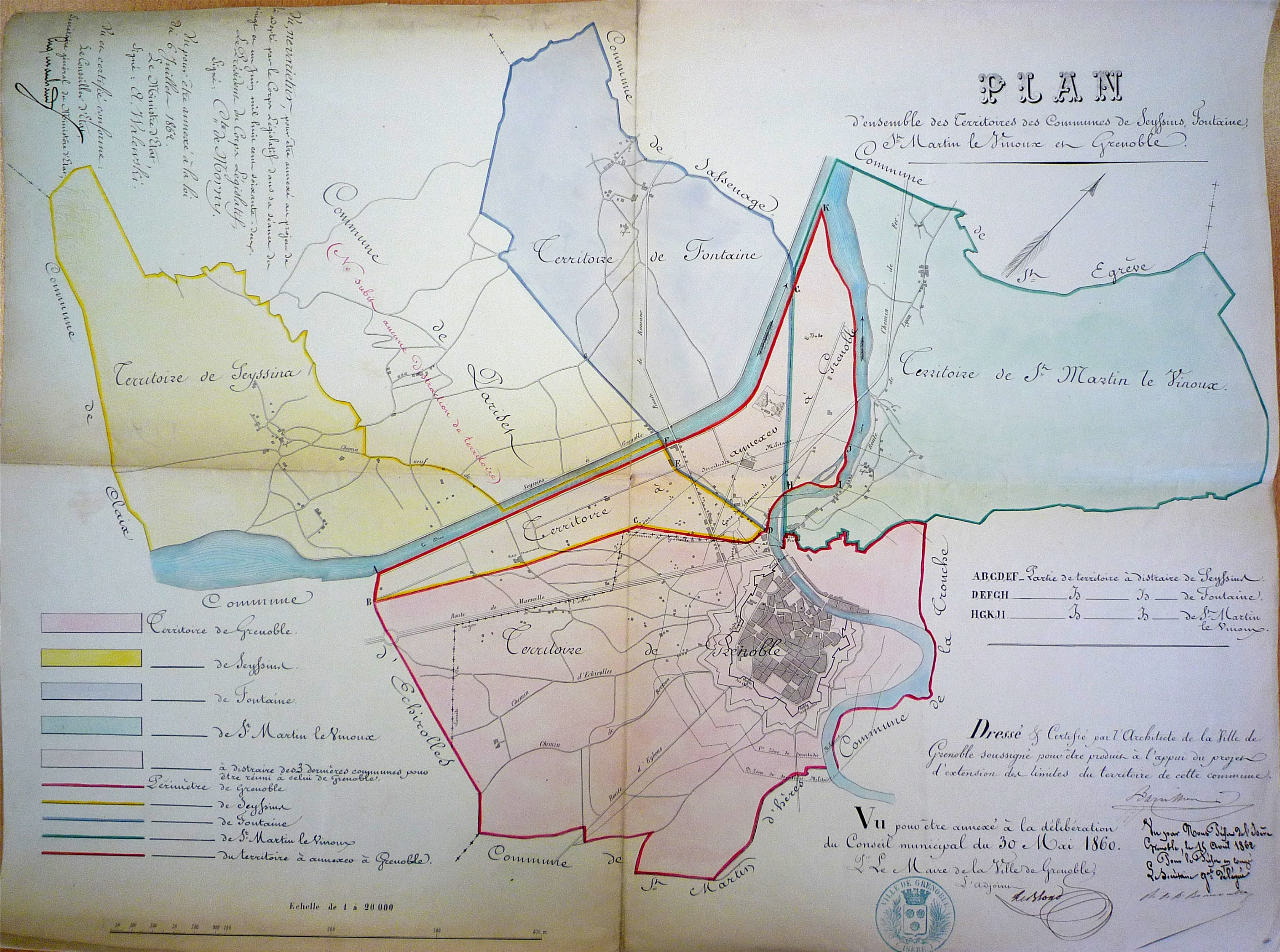
Carte des terrains annexés par Grenoble en 1862

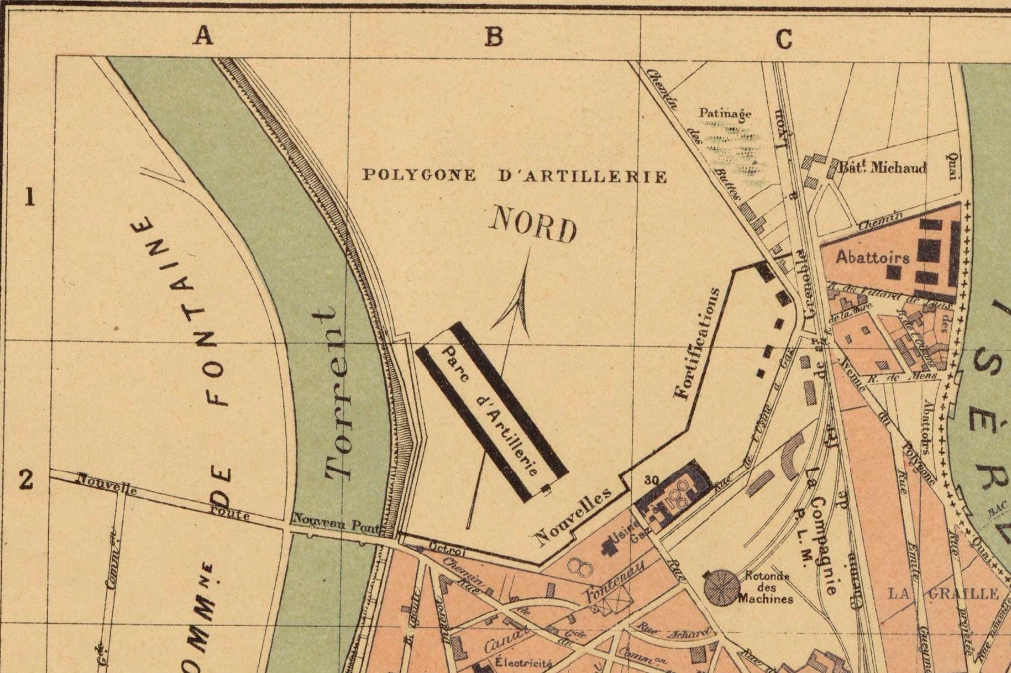
Plan du polygone d'artillerie en 1864 avec la mention du chemin des Buttes

### Construction de la digue du Drac
Depuis que des humains se sont installés dans la plaine de Grenoble, le Drac a posé de sérieux problèmes liés à ses nombreuses crues et les diverses divagations de ses bras, formant un véritable delta entre les sites de Fontaine, Grenoble et Saint-Martin-le-Vinoux. Malgré quelques tentatives d'endiguement pour protéger la cité de Grenoble, notamment après la période médiévale, la plaine reste soumise aux caprices du torrent.  Les premières véritables travaux d'endiguement du Drac remontent aux travaux de 1670-1690, sur l'initiative de Jean-Baptiste Colbert, secrétaire d'État de la Maison du roi Louis XIV. Dès lors, sur l'initiative des communes riveraines, les travaux de creusement d'un nouveau lit rectiligne du Drac dénommé « canal Jourdan », entre les rochers de Comboire et le confluent encore évasif de l'époque permet de contenir les crues même si certains débordements sont encore constatés au fil des siècles suivants.
En 1748, de nouveaux travaux d'endiguement situé au confluent entre l'Isère et le Drac permettent de fixer celui-ci à son niveau actuel, formant ainsi un nouveau terrain près de la ville qui prendra ensuite le nom de polygone d'artillerie. En 1852, une usine à gaz s'installe à l'entrée de cette zone, alimentant notamment l'éclairage public de la ville. Cet équipement est situé sur ce qui sera la rue Félix Esclangon, c'est-à-dire en amont de ce qui sera plus tard le quartier Presqu'île et l'avenue des Martyrs. Ce secteur est donc encore inhabité. Le 30 mai 1860 , le maire de Grenoble Eugène Gaillard parvient à faire adopter l'annexion des territoires de la rive droite du Drac lors d'un conseil municipal, englobant ainsi tout le secteur du polygone comme territoire de Grenoble malgré les protestations des communes de Seyssins, de Fontaine et de Saint-Martin-le-Vinoux lésées par cette perte. La loi approuvant cette annexion sera votée le 6 juillet 1862.
Cette voie et son quartier, longtemps connu sous le nom « Polygone scientifique de Grenoble », font l'objet depuis 2011 d'un remodelage urbain de grande envergure avec la création d'un secteur résidentiel, de commerces, d'implantation d'entreprises ainsi que de l'aménagement d'un second campus pour l'agglomération de Grenoble, dénommé GIANT (Grenoble Innovation for Advanced New Technologies). Ce quartier vient en complément du domaine universitaire, situé à Saint-Martin d'Hères et auquel il est relié par une ligne de tramway rallongée en 2014 à cette occasion et qui longe une grande partie de cette avenue.

### Le chemin des buttes
Le polygone militaire dit « polygone d'artillerie » est officialisé avec la création d'une enceinte isolant ce secteur en 1880, avec l'ajout d'un terrain d'aviation peu de temps aménagé deux ans avant le début de la Première Guerre mondiale. 
Une voie longeait l'enceinte du polygone sur son côté oriental, la partie occidentale étant bordée par la digue du Drac. Cette voie, dénommée chemin des buttes, correspondait au tracé de l'actuelle avenue des Martyrs. Cette voie devait son nom au fait que des monticules de terre situés à proximité servaient de cibles aux tirs militaires.

### Seconde guerre mondiale

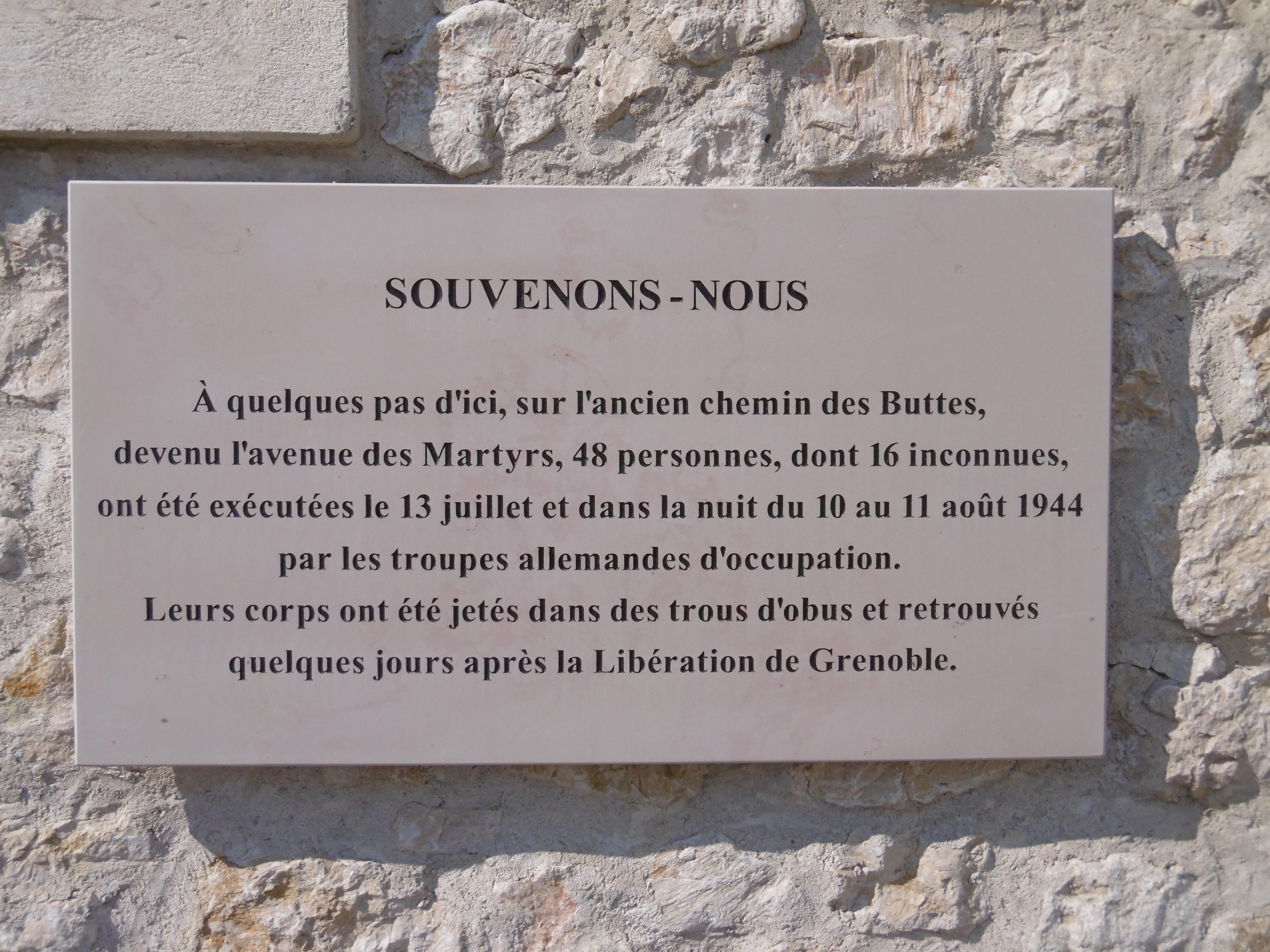
Plaque commémorative de la place de la Résistance à Grenoble en mars 2021

Au cours de la Seconde Guerre mondiale, durant la nuit du 13 au 14 novembre 1943, alors que Grenoble est occupée depuis deux mois par les troupes allemandes, la résistance grenobloise fait sauter le dépôt de munitions du polygone d'artillerie. Le 26 août 1944, quatre jours après l'évacuation des troupes allemandes de Grenoble, deux charniers totalisant quarante huit cadavres de personnes dont un grand nombre de résistants locaux sont retrouvés sur le polygone d'artillerie

### Naissance du Polygone scientifique

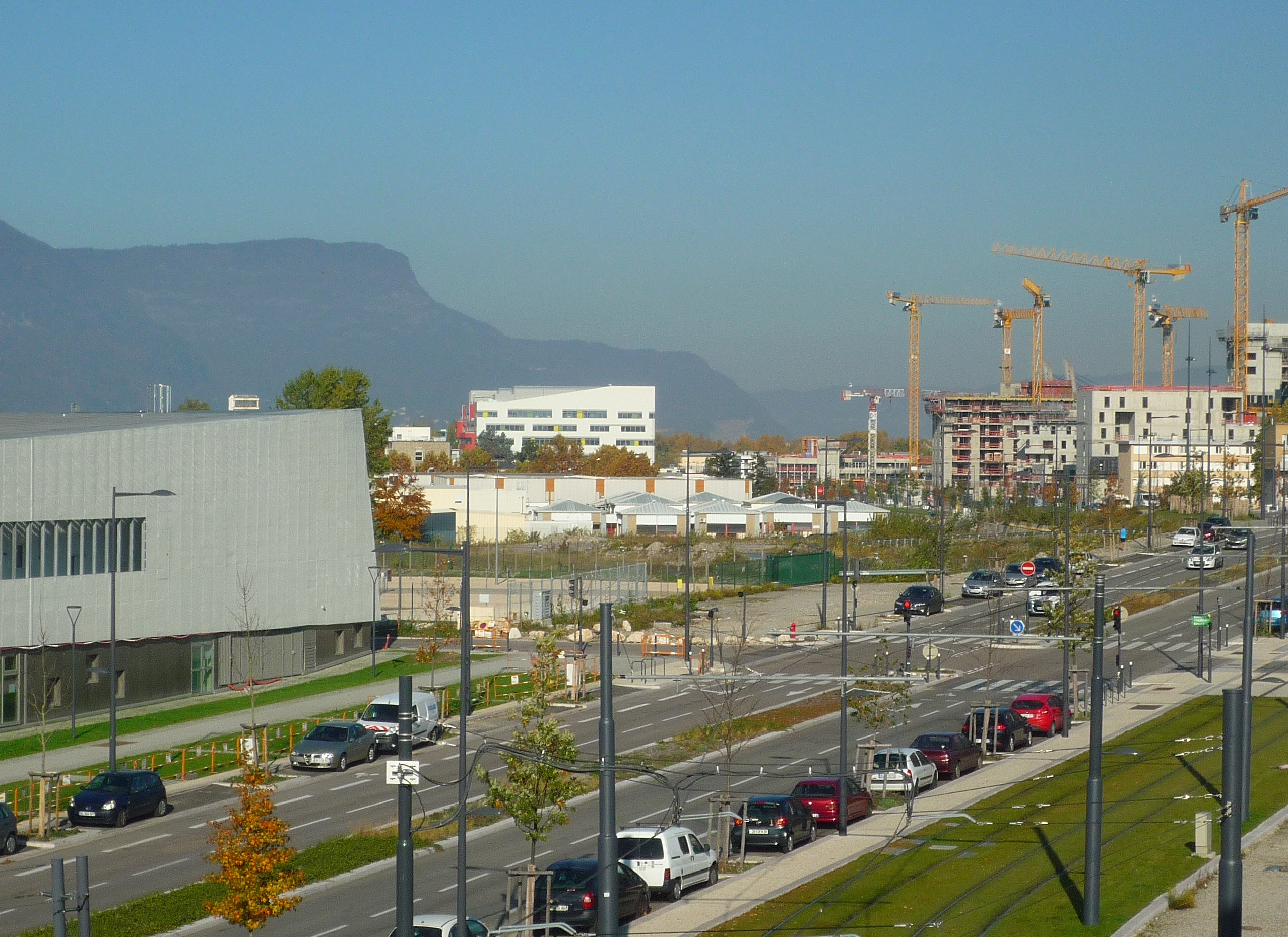
Construction des îlots urbains de la presqu'île en 2015

C'est en juillet 1956, sous l'impulsion du physicien Louis Néel que les travaux d'installation du centre d'études nucléaires sur le polygone scientifique commencent par la construction de 7 700 m2 de bureaux et laboratoires. En 1960, toujours sous l'impulsion de Louis Néel, le campus du CNRS s'installe dès le mois de septembre 1962. L'ensemble de ces installations, puis plus tard suivis par le  ESRF (synchrotron), situé au bout de l'avenue en 1994.

### Aménagement duXXIesiècle
Lancé par une initiative politique partagée entre la mairie, la communauté d'agglomération, devenue ensuite une métropole et le département en 2007, le campus GIANT, consacré à l’innovation, s’inscrit dans le projet de développement urbain Grenoble Presqu'île. En 2009, le conseil municipal de Grenoble lance un projet d'éco-cité, lequel sera maintenu par la nouvelle municipalité dirigé par Éric Piolle. 
Le prolongement de la ligne de tramway B  est inaugurée ne 2014 et l'année 2016 voit la création du premier bâtiment de logements du secteur Cambridge, situé face au CEA, l'ouverture du bâtiment de Schneider Electric, situé au numéro 160 de l'avenue et du siège régional du Crédit Agricole, situé à l'angle de l'avenue et de la place de la Résistance.

## Bâtiments remarquables et lieux de mémoire

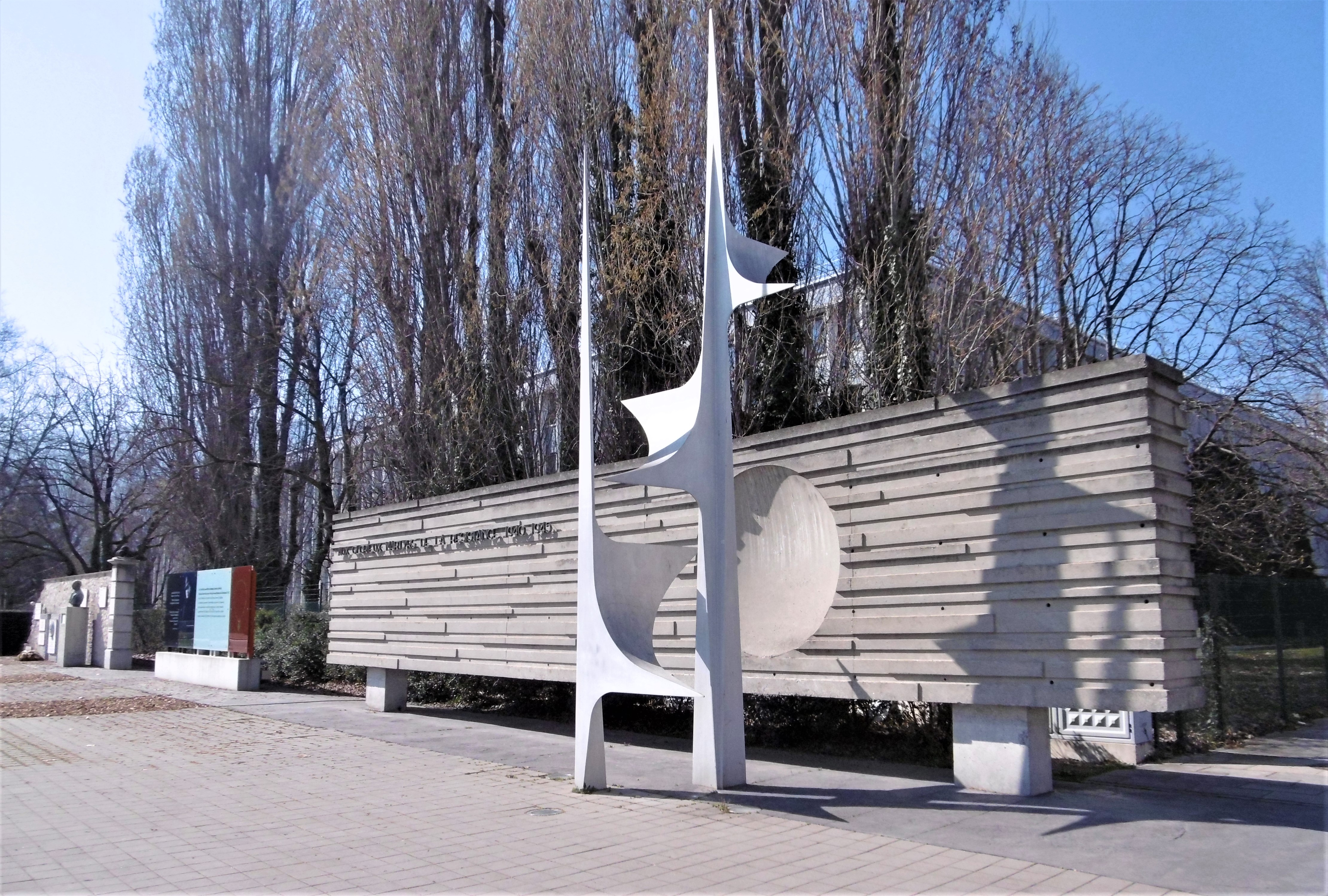
Site du souvenir et ses monuments, place de la Résistance à Grenoble

### Mémorial de la Résistance et Mur du Souvenir
La place de la Résistance, située au centre de l'axe formé par l'avenue des Martyrs, accueille le mémorial de la Résistance, le mur du Souvenir, la stèle en hommage à Jean Moulin et au Conseil national de la Résistance, en lien avec les événements survenus durant la Seconde Guerre mondiale.

### Fontaine de la place Nelson Mandela
L'avenue des Martyrs débute au niveau de la place Nelson Mandela qui permet également de relier les quais de l'Isère par le pont Durant-Savoyat et les gares routières et ferroviaires de Grenoble par la rue Félix Esclangon. Elle abrite en son cœur une fontaine qui comprend un bassin de forme ovale alimentée par de l'eau recyclée.

### Établissements publics et privés

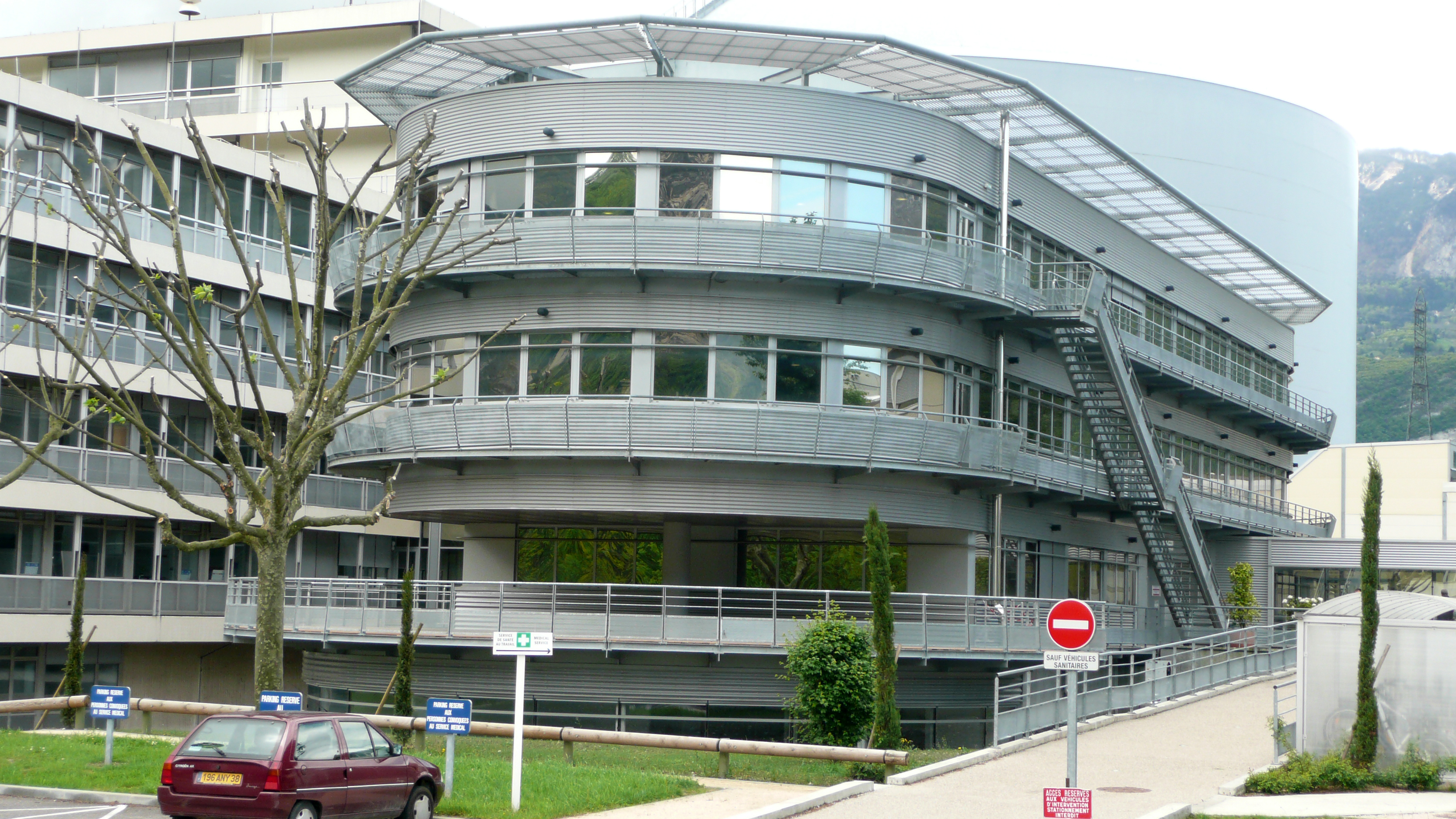
Institut Laue-Langevin de Grenoble

- CEA Commissariat Energie Atomique : 17, avenue des Martyrs
- École d'ingénieurs Grenoble INP Bâtiment GreEn-ER : 21, avenue des Martyrs
- Institut Néel : 25, avenue des Martyrs
- Laboratoire de physique subatomique et de cosmologie de Grenoble (LPSC) : 53, avenue des Martyrs
- ESRF : 71, avenue des Martyrs
- Institut Laue-Langevin : 71, avenue des Martyrs
- Grenoble École de management (site du GEM Labs)
- FBTP Isère : 88, avenue des Martyrs
- Aviron Grenoblois (base du pont d'Oxford) : 160, avenue des Martyrs
- Club de Tir Grenoblois : 172, avenue des Martyrs
- Crédit Agricole Sud Rhône-Alpes  : 8 à 12, place de la Résistance
- Xenocs : 1 à 3, allée du nanomètre (entrée principale sur l'avenue des Martyrs)
- Verkor : 1 à 3, allée du nanomètre
- Schneider Electric